# Naxidia punctata
Naxidia punctata är en fjärilsart som beskrevs av Butler 1886. Naxidia punctata ingår i släktet Naxidia och familjen mätare. Inga underarter finns listade i Catalogue of Life.

## Bildgalleri

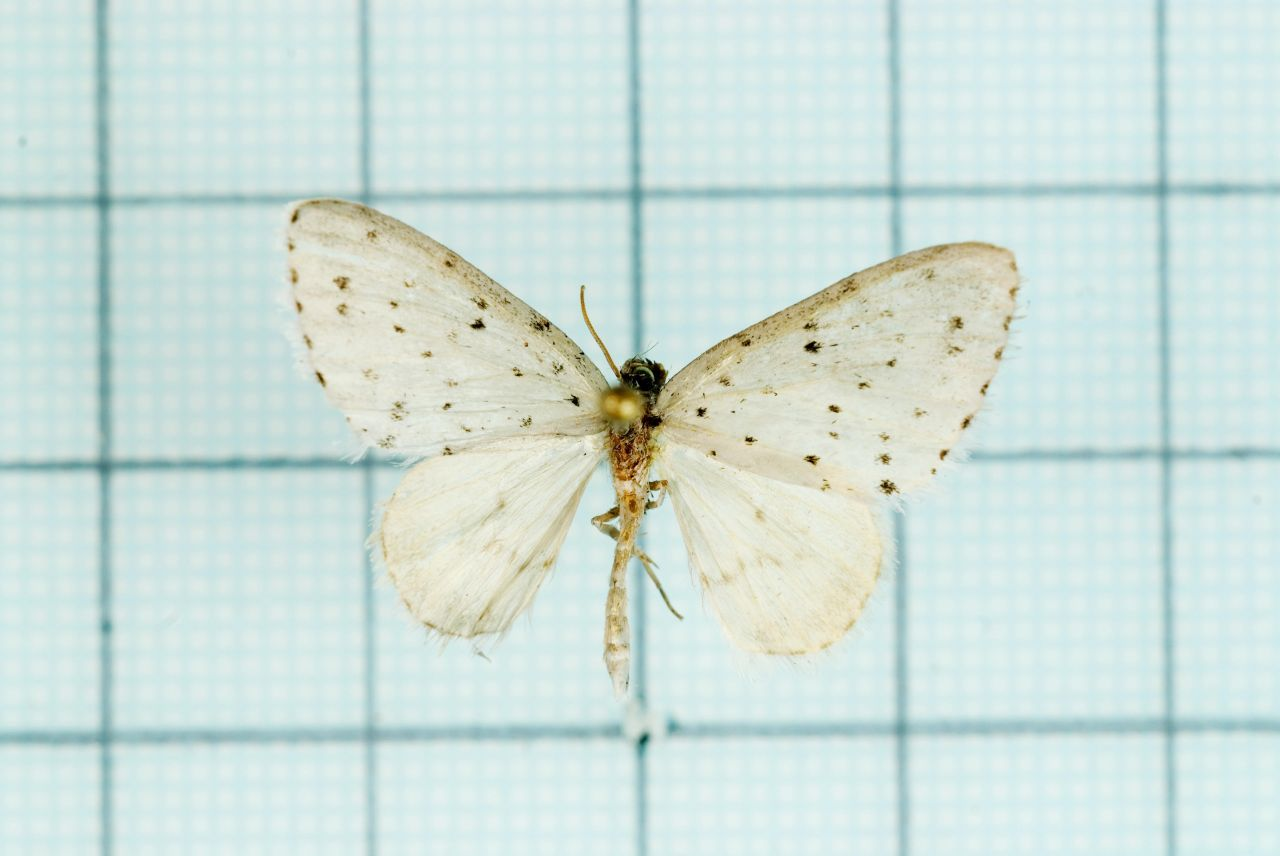